# Elaphria langia
Elaphria langia är en fjärilsart som beskrevs av Druce 1890. Elaphria langia ingår i släktet Elaphria och familjen nattflyn. Inga underarter finns listade i Catalogue of Life.